# Давыдов, Константин Иванович
Константин Иванович Давыдов (23 октября 1918 — 28 октября 1949) — лётчик-штурмовик, участник Великой Отечественной войны, Герой Советского Союза (1945). Майор.

## Биография

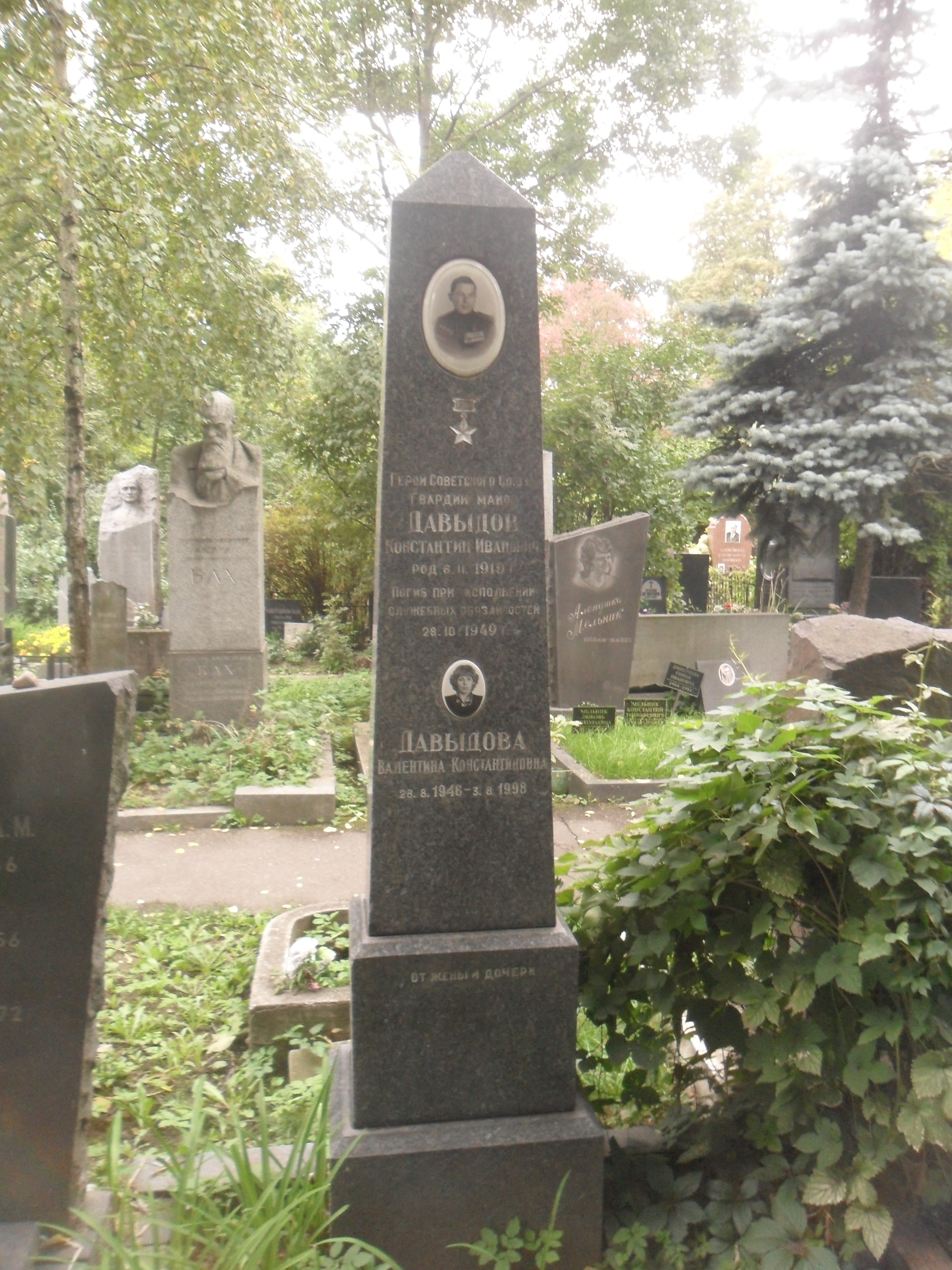
Могила Давыдова на Новодевичьем кладбище Москвы.

Константин Иванович Давыдов родился 23 октября 1918 года в Нижнем Новгороде в семье рабочего завода Ивана Фёдоровича Давыдова. В 1933 году Константин Иванович кончил 7 классов школы-десятилетки № 7 имени баррикад 1905 года (ныне лицей № 82) и поступил школу ФЗУ при заводе «Новое Сормово» (ныне производственное объединение «Нижегородский машиностроительный завод»). После окончания школы ФЗУ работал токарем на заводе «Новое Сормово» и одновременно учился в аэроклубе. В 1938 году был призван в Красную Армию. В 1940 году окончил Энгельсское военное авиационное училище и получил направление в авиационный полк под Одессу. В марте 1941 года был направлен инструктором в Ташкентскую военную авиационную школу, которая находилась в Чирчике.
В действующей армии с ноября 1941 года. С декабря 1941 года воевал на Ленинградском фронте. Летом 1942 года освоил скоростной, бронированный штурмовик Ил-2. Участвовал в боях на Дону, на Кубани. В 1943 году в воздушном бою сбил вражеский истребитель. После тяжёлого ранения в голову два месяца провёл в госпитале. Вернулся в действующую армию. Освобождал Польшу. Войну закончил в Германии. Командир эскадрильи (657-го штурмового авиационного полка 196-я штурмовая авиационная дивизия, 4-й штурмовой авиационный корпус, 4-я воздушная армия, 2-й Белорусский фронт) капитан Давыдов к 20 марта 1945 года совершил 163 боевых вылета. Из них 53 ночью, на штурмовку противника, 45 вылетов на тихоходном самолёте Р-5: ночью — на бомбометание, днём — на разведку.
Звание Героя Советского Союза присвоено Указом Президиума Верховного Совета СССР 18 августа 1945 года.
После Победы остался служить в своем полку. В октябре 1945 года женился. Его спутницей стала военная летчица Герой Советского Союза Марина Чечнева. В сентябре 1948 года они оба получили назначение на спортивную работу в ДОСААФ — кадровыми офицерами. Работали в Центральном аэроклубе СССР имени В. П. Чкалова в Москве. В 1949 году Давыдов был назначен заместителем командира группы 24-х пилотажных самолётов Як-18, Чечнева получила назначение на должность командира женской пилотажной группы. Групповой пилотаж во время воздушного парада в небе Тушино в июле 1949 года получил самую высокую оценку. За успешное освоение новой авиационной техники, за высокое летное и воздушно-спортивное мастерство майора Давыдова наградили орденом Красной Звезды, а капитана Чечневу - орденом "Знак Почета".
28 октября 1949 года группа лётчиков, в составе которой был майор Давыдов, перегоняла учебно-тренировочные самолёты Ут-2 из Ленинграда в Калинин. В полёте из-за отказа мотора машина Давыдова потеряла скорость, сорвалась в штопор. Константина Ивановича Давыдова похоронили в Москве на Новодевичьем кладбище (участок 4).

## Награды
- Медаль «Золотая Звезда» Героя Советского Союза (18.08.1945);
- орден Ленина (18.08.1945);
- орден Красного Знамени (09.09.1942);
- орден Александра Невского (28.02.1945);
- ордена Отечественной войны 1-й и 2-й степени (20.09.1944, 26.10.1943);
- два ордена Красной Звезды (20.04.1942, 1949);
- медаль «За боевые заслуги» (20.06.1949)[1];
- медаль «За оборону Кавказа» (30.09.1944);
- медаль «За победу над Германией в Великой Отечественной войне 1941-1945 гг.»;
- медаль «За взятие Кёнигсберга».

## Память
В Нижнем Новгороде именем Давыдова Константина Ивановича названы одна из улиц и ПТУ № 26. На здании ПТУ и лицея № 82 установлены мемориальные доски. Имя К. И. Давыдова вписано на стеле площади Героев и памятном знаке у Вечного огня на территории Нижегородского машиностроительного завода.

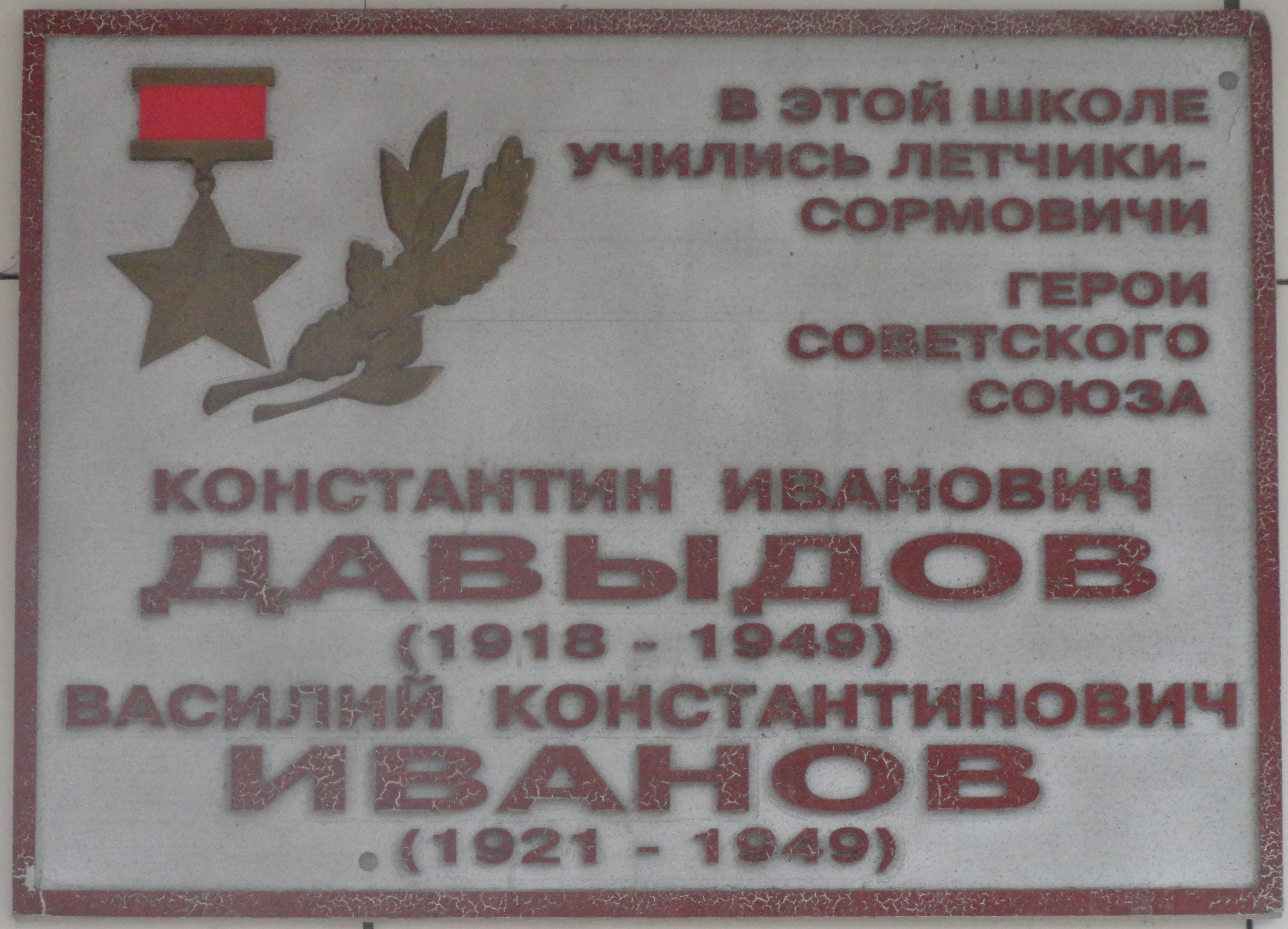
Мемориальная доска на здании лицея № 82 в Нижнем Новгороде
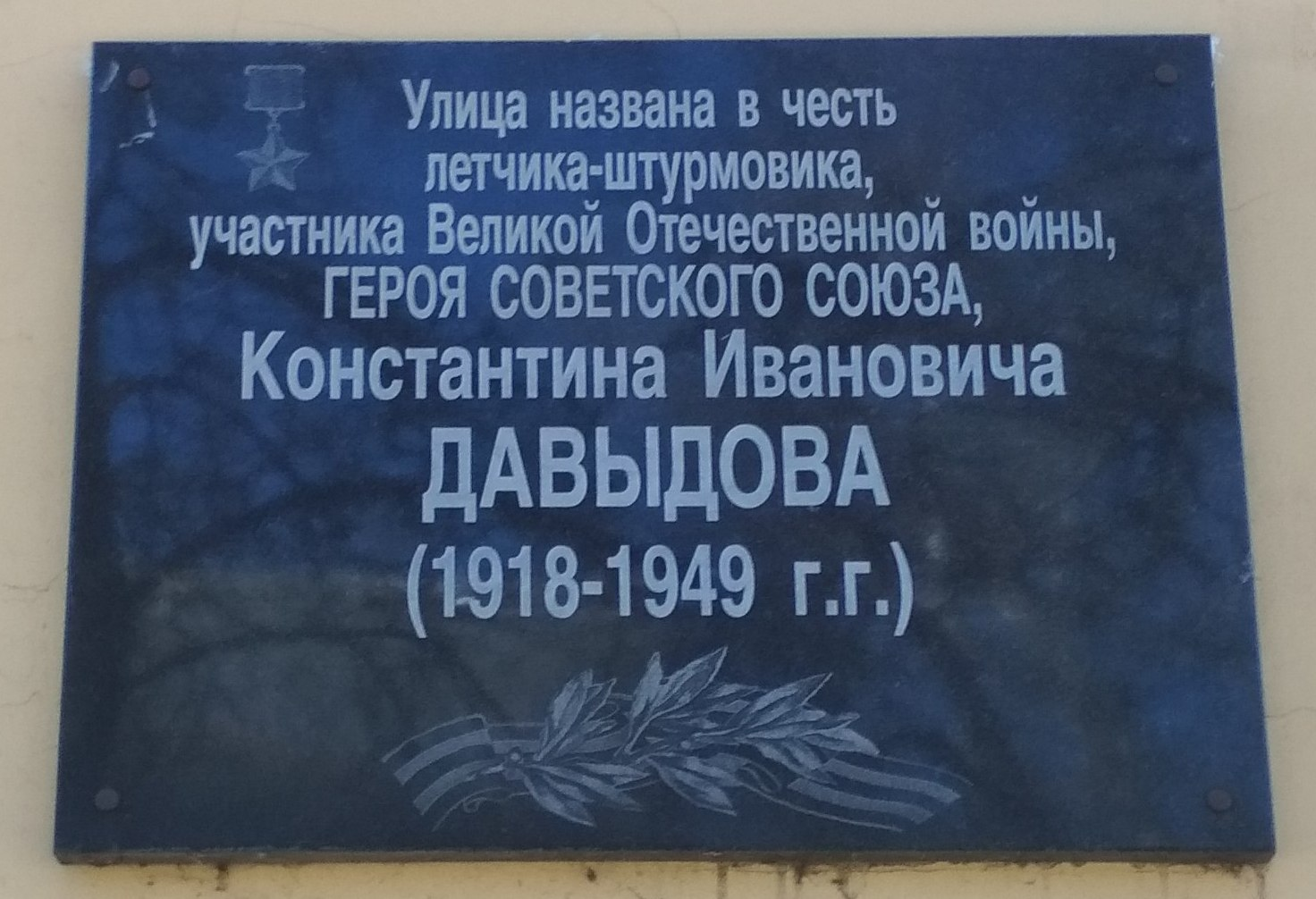
Памятная доска на улице Давыдова в Нижнем Новгороде